# Kecamatan Lakbok
Kecamatan Lakbok är ett distrikt i Indonesien.   Det ligger i provinsen Jawa Barat, i den västra delen av landet, 240 km sydost om huvudstaden Jakarta.